# Turzyca nibyciborowata
Turzyca nibyciborowata, t. ciborowata (Carex pseudocyperus L.) – gatunek byliny z rodziny ciborowatych. Występuje w Europie, północno-zachodniej Afryce, w Azji i w Ameryce Północnej. W Polsce rozpowszechniony gatunek rodzimy.

## Morfologia

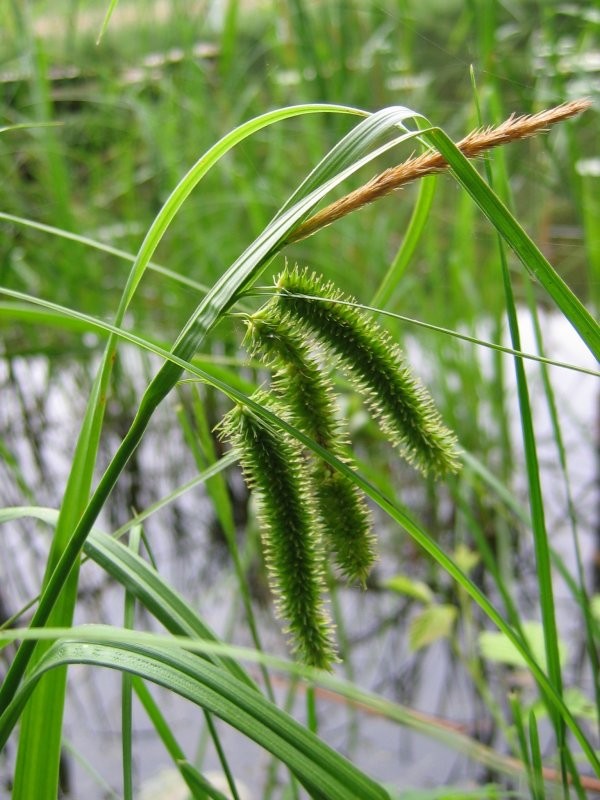
Kwiatostan

PokrójBylina tworząca zwarte kępy.
ŁodygaOstro trójkancista o wysokości (30)40–100 cm.
LiścieWąskie, szerokości (5)9–13(15) mm, dłuższe od łodygi, płaskie, brzegiem szorstkawe, nagie, jasnozielone. Pochwy liściowe o brunatnym zabarwieniu, sieciowato użyłkowane.
KwiatyRoślina jednopienna, kwiaty rozdzielnopłciowe, zebrane w kwiatostany – kłosy. Kłos szczytowy męski zwisający na krótkiej szypułce, długi na 2–3 cm o wąskocylindrycznym kształcie, rdzawoczerwony. Kwiaty męskie z trzema pręcikami. Pod kłosem męskim od trzech do sześciu kłosów żeńskich, długości 2–6(10) cm, szerokości 8–12 mm, zwisających na szypułkach, spośród których utrzymująca najniższy kłos jest najdłuższa. Kwiaty żeńskie z jednym słupkiem o trzech znamionach. Przysadki lancetowate z szydlastym wyrostkiem, o jajowatej, biało obrzeżonej podstawie, górą brzegiem piłowane, nieznacznie krótsze od pęcherzyka: długości 4–7 mm. Podsadki liściowate, dłuższe od kwiatostanu.
OwoceBrązowy, trójkanciasty, jajowaty orzeszek, długości 2 mm i szerokości 1 mm, ukryty w pęcherzyku. Pęcherzyki podłużnie lancetowate, żeberkowate, długości 5–6 mm, silnie odstające, barwy jasno bądź żółtozielonej, połyskujące, zwężają się w długi dzióbek z dwoma ostrokrawędzistymi, odchylonymi ząbkami.

## Ekologia
RozwójBylina, wiatropylna, hydrofit, hemikryptofit. W Polsce kwitnie w maju i czerwcu, niekiedy w lipcu.
SiedliskoZasiedla wilgotne siedliska mezo- i eutroficzne, o glebach mineralno-organicznych i torfowych. Występuje głównie na brzegach zbiorników wodnych i rowów oraz torfowiskach.
FitocenozyW klasyfikacji zbiorowisk roślinnych gatunek charakterystyczny dla związku (All.) Magnocaricion oraz zespołu zespołu (Ass.) pła szalejowego (Cicuto-Caricetum pseudocyperi).
GenetykaSomatyczna liczba chromosomów 2n = 66.